# Gunhalli, Koppal
Gunhalli là một làng thuộc tehsil Koppal, huyện Koppal, bang Karnataka, Ấn Độ.